# شيبراقة

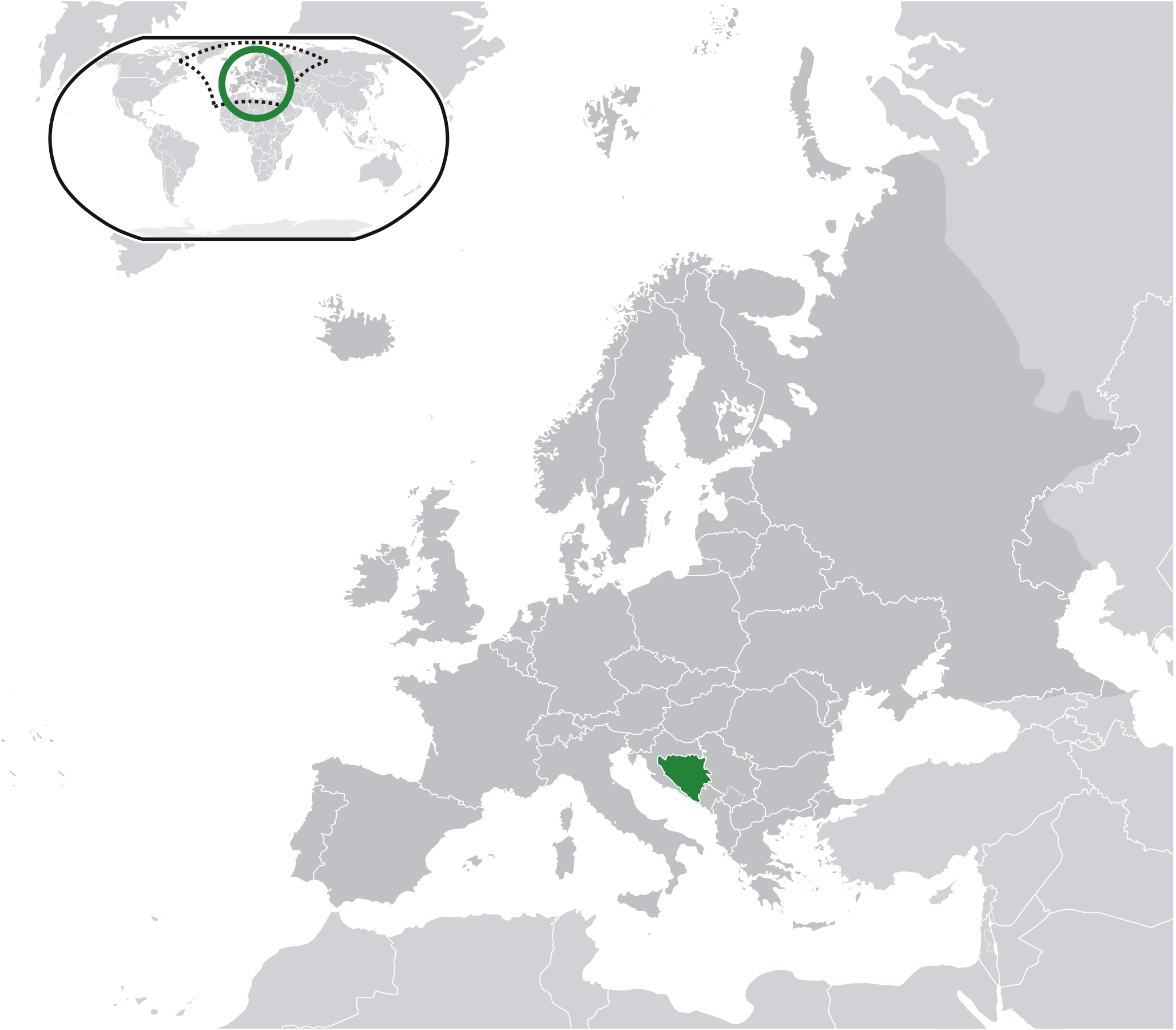

شيبراقة تقع المدينة في البوسنة والهرسك في بلدية كوتور فاروس، منطقة بانيا -وخلال الحرب في البوسنة (1992 - 1995)، كان أحد مخيمات الاحتجاز البوسنية ال 18 التابعة لبلدية كوتور فاروس في مركز الشرطة (موب) سيبراج.

## السكان
- منطقة شيبراقة.

| Šiprage مجموع السكان 2013: 788 |              |              |              |
| سنة التعداد                    | 1991.        | 1981.        | 1971.        |
| البوشناق/المسلمين              | 745 (78,25%) | 711 (60,10%) | 422 (51,33%) |
| الصرب                          | 168 (17,64%) | 320 (27,04%) | 370 (45,01%) |
| الكروات                        | 1 (0,10%)    | 6 (0,50%)    | 0            |
| يوغوسلافيا                     | 32 (3,36%)   | 136 (11,49%) | 21 (2,55%)   |
| الاخرى                         | 6 (0,63%)    | 10 (0,84%)   | 9 (1,09%)    |
| إجمالي                         | 952          | 1.183        | 822          |

### بريبيسد بو بوبيسيما

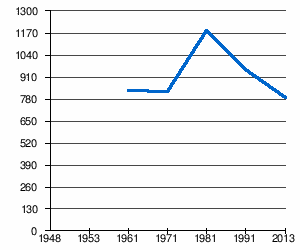
ديناميات حجم السكان في الفترة 1961-2013.

- .[9]